# Gerrit Stulp
Gerrit Stulp (Huizum, 13 september 1935 - Leeuwarden, 6 april 2019) was een Nederlandse organist, dirigent en componist.

## Opleiding
Hoewel van gereformeerde afkomst viel hij al op dertienjarige leeftijd in als organist in de doopsgezinde kerk in Leeuwarden. Zijn eerste lessen op het orgel kreeg hij van B.J. Makkes van der Deijl. Hij vervolgde zijn opleiding later bij George Stam en Piet Post. Op het Gronings conservatorium krijgt hij les van onder meer Wim van Beek en op het Haags conservatorium van Nico van den Hooven. Verder volgt hij een masterclass bij professor Siegfried Reda en vanaf 1992 nog de studies compositie en muziekwetenschappen.

## Organist en dirigent
Zijn eerste aanstelling als organist krijgt hij de Schranskerk in Leeuwarden in 1951. Later volgen daarop de Parkkerk, Salvatorkerk en de Koepelkerk, allemaal in Leeuwarden.
Als zijn specialiteit geldt de begeleiding van de gemeentezang en improvisatie. Hij is van mening dat een kerkorganist voor adequate begeleiding zich moet verdiepen in de tekst en ook theologische vorming moet hebben genoten om zich te kunnen verplaatsen in gemeenteleden die tot verschillende kerkelijke stromingen behoren.
Hij was in die plaats de enige kerkmusicus verbonden aan de Gereformeerde Kerk van Leeuwarden en leidde daar de cantorij. Ook was hij dirigent van het ensemble Consortium Vocale Frisia.

## Componist en recensent
Als componist heeft hij koorwerken en orgelwerken geschreven. Hij heeft daarbij ook begeleidingen voor kerkliederen gecomponeerd. Zo was zijn Koraalboek, voorspelen voor en harmonisaties van de psalmen, kortweg ook  Koraalboek voor de Psalmen genoemd uit 1995, in 2007 aan zijn elfde druk toe. Ook schreef hij een Liturgische Matthéuspassie, gebaseerd op Matthäuspassion van Johann Sebastian Bach voor uitvoering binnen een kerkdienst in de huidige tijd. De eerste uitvoering uitvoering vond plaats op Goede Vrijdag 1972 in de Salvatorkerk. Joop Rinzema, die een belangrijk aandeel had gehad in de totstandkoming ervan had de rol van verteller c.q evangelist. Later werd er een dubbelelpee gemaakt van deze passie. Hij heeft samen met Jacq. Huisman de muziekonderwijsmethode Musica Practica geschreven. Voor het Friesch Dagblad schreef hij recensies van muziekuitvoeringen.
- Gemeinsame Normdatei: 1170633773
- International Standard Name Identifier: 0000 0000 5138 1596
- Library of Congress Control Number: no2008165448
- Virtual International Authority File: 39204546
- WorldCat: E39PBJtGYqKPVPyChQDKbc6kDq